# Левинская (Тигинский сельсовет)
Левинская — деревня в Вожегодском районе Вологодской области.
Входит в состав Тигинского сельского поселения, с точки зрения административно-территориального деления — в Тигинский сельсовет.
Расстояние по автодороге до районного центра Вожеги — 21 км, до центра муниципального образования Гридино — 1 км. Ближайшие населённые пункты — Коневка, Савинская, Щеголиха, Малая, Петровка, Осподаревская, Гридино, Степаниха, Никитинская, Лещевка.
По переписи 2002 года население — 53 человека (25 мужчин, 28 женщин). Всё население — русские.